# Tonteopa
Tonteopa är en ort i Mexiko.   Den ligger i kommunen Huasca de Ocampo och delstaten Hidalgo, i den sydöstra delen av landet, 100 km nordost om huvudstaden Mexico City. Tonteopa ligger 2 079 meter över havet och antalet invånare är 108.
Terrängen runt Tonteopa är kuperad västerut, men österut är den platt. Runt Tonteopa är det ganska tätbefolkat, med 93 invånare per kvadratkilometer. Närmaste större samhälle är Mineral del Monte, 13,7 km sydväst om Tonteopa. I omgivningarna runt Tonteopa växer i huvudsak blandskog.